# Pristipomoides multidens
Pristipomoides multidens és una espècie de peix de la família dels lutjànids i de l'ordre dels perciformes.

## Morfologia
- Els mascles poden assolir 90 cm de longitud total.[4][5]

## Alimentació
Menja peixos, gambes, crancs, llagostes, calamars, gastròpodes i urocordats.

## Hàbitat
És un peix marí de clima tropical que viu entre 40-245 m de fondària.

## Distribució geogràfica
Es troba des del Mar Roig, el Mar d'Aràbia i l'Àfrica oriental fins a Samoa, el sud del Japó i Austràlia.